# Calès (Lot)
Pour les articles homonymes, voir Calès.
Calès est une commune française située dans le nord du département du Lot, en région Occitanie.
Elle est également dans le causse de Gramat, le plus vaste et le plus sauvage des quatre causses du Quercy.
Exposée à un climat océanique altéré, elle est drainée par, l'Ouysse et par un autre cours d'eau. Incluse dans le bassin de la Dordogne, la commune possède un patrimoine naturel remarquable : un site Natura 2000 (les « vallées de l'Ouysse et de l'Alzou »), deux espaces protégés (les « falaises lotoises (rapaces) » et le « géoparc des causses du Quercy ») et six zones naturelles d'intérêt écologique, faunistique et floristique.
Calès est une commune rurale qui compte 165 habitants en 2022, après avoir connu un pic de population de 941 habitants en 1806. Ses habitants sont appelés les Calésiens ou  Calésiennes.

## Géographie
Calès est une commune située dans l'ancienne région du Quercy, en haute Bouriane, sur le causse de Gramat. Elle est bordée à l'est par l'Ouysse et traversée par la D 673 qui relie Gourdon et Rocamadour.

### Communes limitrophes
Les communes limitrophes sont Carlucet, Couzou, Lacave, Loupiac, Payrac, Pinsac, Reilhaguet, Rocamadour et Saint-Projet.
| Loupiac            | Pinsac   | Lacave     |
| Payrac, Reilhaguet | Calès    | Rocamadour |
| Saint-Projet       | Carlucet | Couzou     |

### Climat
Pour des articles plus généraux, voir Climat de l'Occitanie et Climat du Lot.
En 2010, le climat de la commune est de type climat océanique altéré, selon une étude s'appuyant sur une série de données couvrant la période 1971-2000. En 2020, Météo-France publie une typologie des climats de la France métropolitaine dans laquelle la commune est toujours exposée à un climat océanique altéré et est dans la région climatique Ouest et nord-ouest du Massif Central, caractérisée par une pluviométrie annuelle de 900 à 1 500 mm, maximale en automne et en hiver.
Pour la période 1971-2000, la température annuelle moyenne est de 12,4 °C, avec une amplitude thermique annuelle de 15,5 °C. Le cumul annuel moyen de précipitations est de 921 mm, avec 10,8 jours de précipitations en janvier et 6,7 jours en juillet. Pour la période 1991-2020, la température moyenne annuelle observée sur la station météorologique la plus proche, située sur la commune de Gourdon à 15 km à vol d'oiseau, est de 13,1 °C et le cumul annuel moyen de précipitations est de 823,0 mm,. Pour l'avenir, les paramètres climatiques de la commune estimés pour 2050 selon différents scénarios d’émission de gaz à effet de serre sont consultables sur un site dédié publié par Météo-France en novembre 2022.

### Milieux naturels et biodiversité

#### Espaces protégés
La protection réglementaire est le mode d’intervention le plus fort pour préserver des espaces naturels remarquables et leur biodiversité associée,.
La commune fait partie de parc naturel régional des Causses du Quercy, un espace protégé créé en 1999 et d'une superficie de 183 039 ha, qui s'étend sur 102 communes du département du Lot. La cohérence du territoire du Parc s’est fondée sur l’unité géologique d’un même socle de massif karstique, entaillé de profondes vallées. Le périmètre repose sur une unité de paysages autour de la pierre et du bâti (souvent en pierre sèche), de l’empreinte des pelouses sèches et du pastoralisme et de l’omniprésence des patrimoines naturels et culturels,. Ce parc a été classé Géoparc en mai 2017 sous la dénomination « géoparc des causses du Quercy », faisant dès lors partie du réseau mondial des Géoparcs, soutenu par l’UNESCO,.
La commune fait également partie de la zone de transition du bassin de la Dordogne, un territoire d'une superficie de 1 880 258 ha reconnu réserve de biosphère par l'UNESCO en juillet 2012,.
Un  autre espace protégé est présent sur la commune : 
les « falaises lotoises (rapaces) », objet d'un arrêté de protection de biotope, d'une superficie de 6,6 ha.

#### Réseau Natura 2000

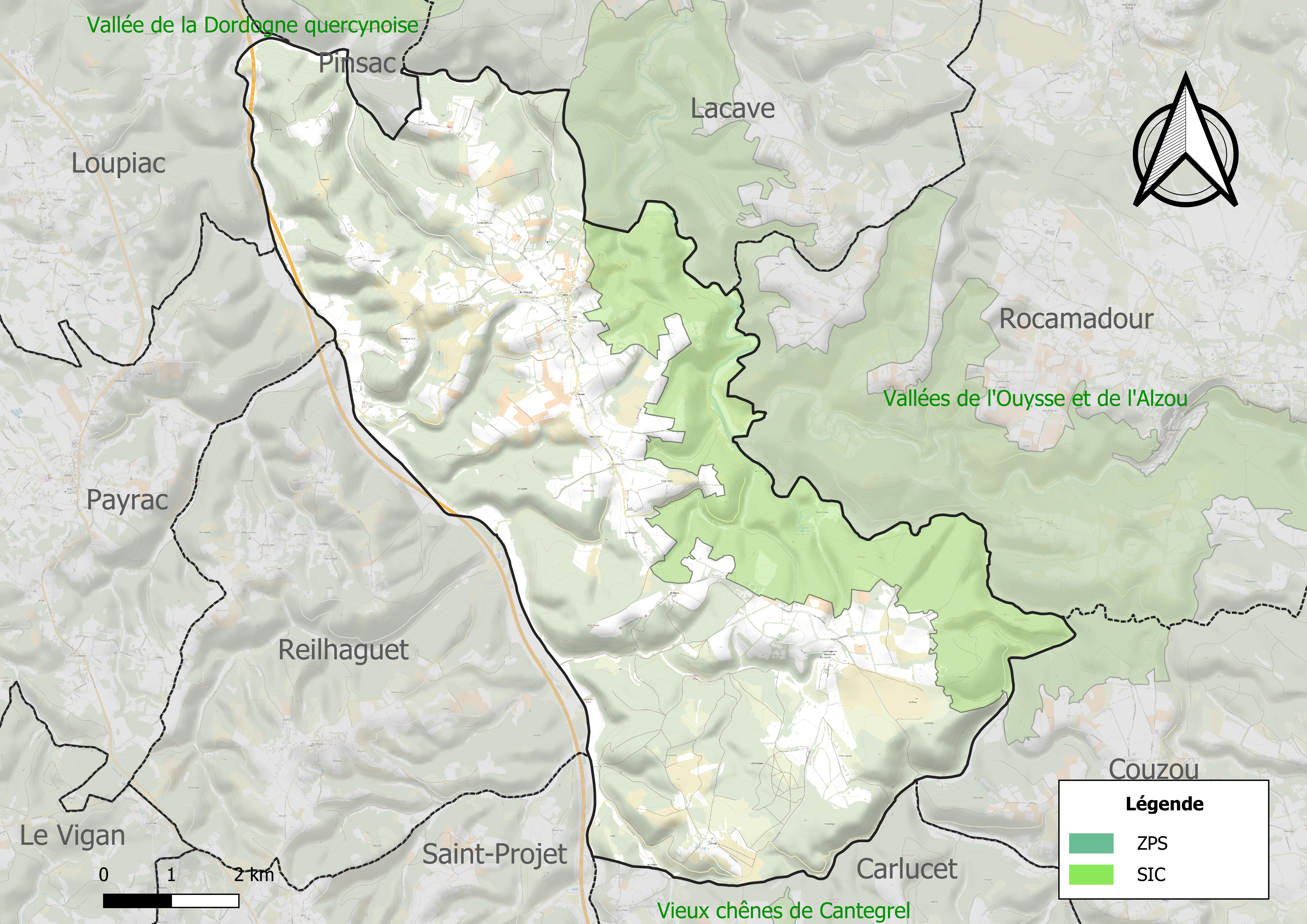
Site Natura 2000 sur le territoire communal.

Le réseau Natura 2000 est un réseau écologique européen de sites naturels d'intérêt écologique élaboré à partir des directives habitats et oiseaux, constitué de zones spéciales de conservation (ZSC) et de zones de protection spéciale (ZPS).
Un site Natura 2000 a été défini sur la commune au titre de la directive habitats : les « vallées de l'Ouysse et de l'Alzou », d'une superficie de 3 009 ha, un territoire très riche en entomofaune, comprenant notamment, outre les insectes répertoriés de l'annexe II, nombre d'espèces remarquables d'orthoptères (Omocestus raymondi, Sphingonotus caerulans), de lépidoptères (Brenthis hecate, Chazara briseis, Euchloe tagis) et de coléoptères (Acmaedora pilosellae, Barypeithes pyreneus, Carabus hispanus, Sphenoptera parvula).

#### Zones naturelles d'intérêt écologique, faunistique et floristique
L’inventaire des zones naturelles d'intérêt écologique, faunistique et floristique (ZNIEFF) a pour objectif de réaliser une couverture des zones les plus intéressantes sur le plan écologique, essentiellement dans la perspective d’améliorer la connaissance du patrimoine naturel national et de fournir aux différents décideurs un outil d’aide à la prise en compte de l’environnement dans l’aménagement du territoire.
Cinq ZNIEFF de type 1 sont recensées sur la commune :
- les « bois des Dames et des pechs de Mouret et de Guidon » (471 ha), couvrant 3 communes du département[22] ;
- les « combes de la Damette et de Gouny et combels tributaires » (1 961 ha), couvrant 5 communes du département[23] ;
- le « pech Roudé et bois Grand » (345 ha), couvrant 2 communes du département[24] ;
- les « vallées de l'Ouysse et de l'Alzou » (3 030 ha), couvrant 5 communes du département[25] ;
- les « vieux chênes de Cantegrel » (94 ha), couvrant 2 communes du département[26] ;

et une ZNIEFF de type 2, : 
la « vallée de la Dordogne quercynoise » (8 758 ha), couvrant 28 communes : deux en Corrèze, deux en Dordogne et vingt-quatre dans le Lot.

Carte des ZNIEFF de type 1 et 2 à Calès.
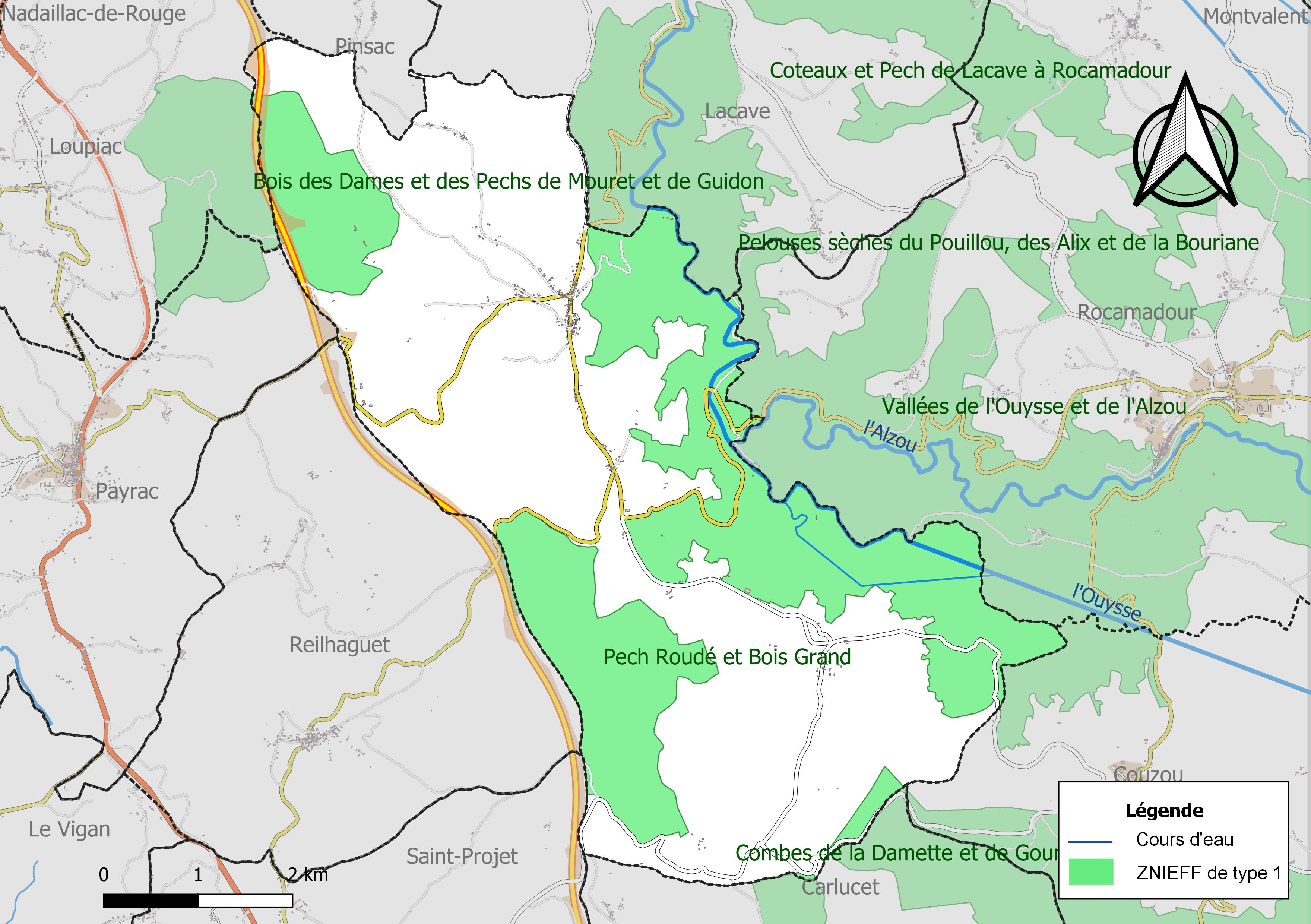
Carte des ZNIEFF de type 1 sur la commune.
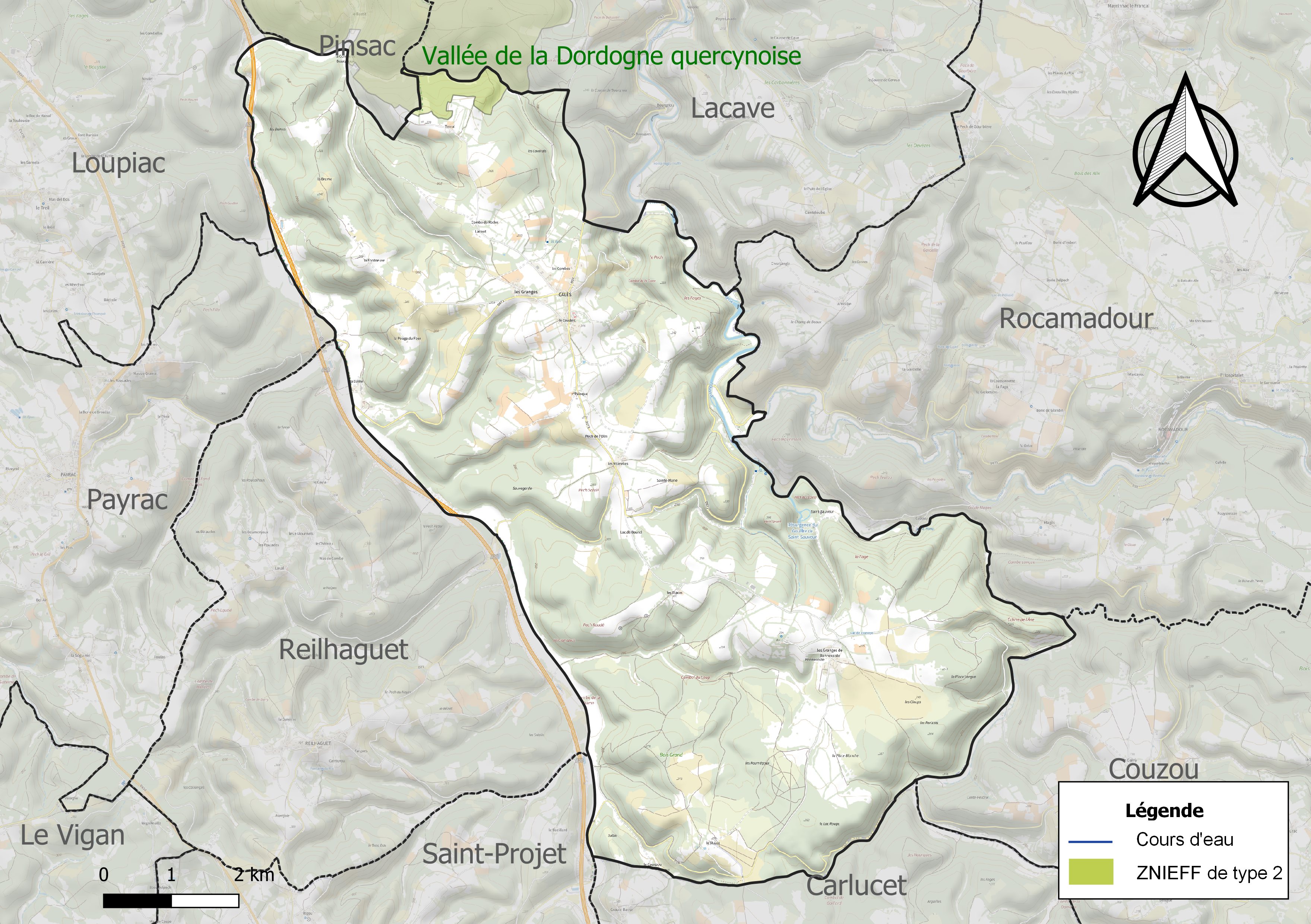
Carte de la ZNIEFF de type 2 sur la commune.

## Urbanisme

### Typologie
Au 1er janvier 2024, Calès est catégorisée commune rurale à habitat très dispersé, selon la nouvelle grille communale de densité à sept niveaux définie par l'Insee en 2022.
Elle est située hors unité urbaine et hors attraction des villes,.

### Occupation des sols
L'occupation des sols de la commune, telle qu'elle ressort de la base de données européenne d’occupation biophysique des sols Corine Land Cover (CLC), est marquée par l'importance des forêts et milieux semi-naturels (66,1 % en 2018), en augmentation par rapport à 1990 (63,6 %). La répartition détaillée en 2018 est la suivante : 
forêts (58,8 %), zones agricoles hétérogènes (31,4 %), milieux à végétation arbustive et/ou herbacée (7,3 %), zones industrielles ou commerciales et réseaux de communication (1,3 %), prairies (1,2 %). L'évolution de l’occupation des sols de la commune et de ses infrastructures peut être observée sur les différentes représentations cartographiques du territoire : la carte de Cassini (XVIIIe siècle), la carte d'état-major (1820-1866) et les cartes ou photos aériennes de l'IGN pour la période actuelle (1950 à aujourd'hui).

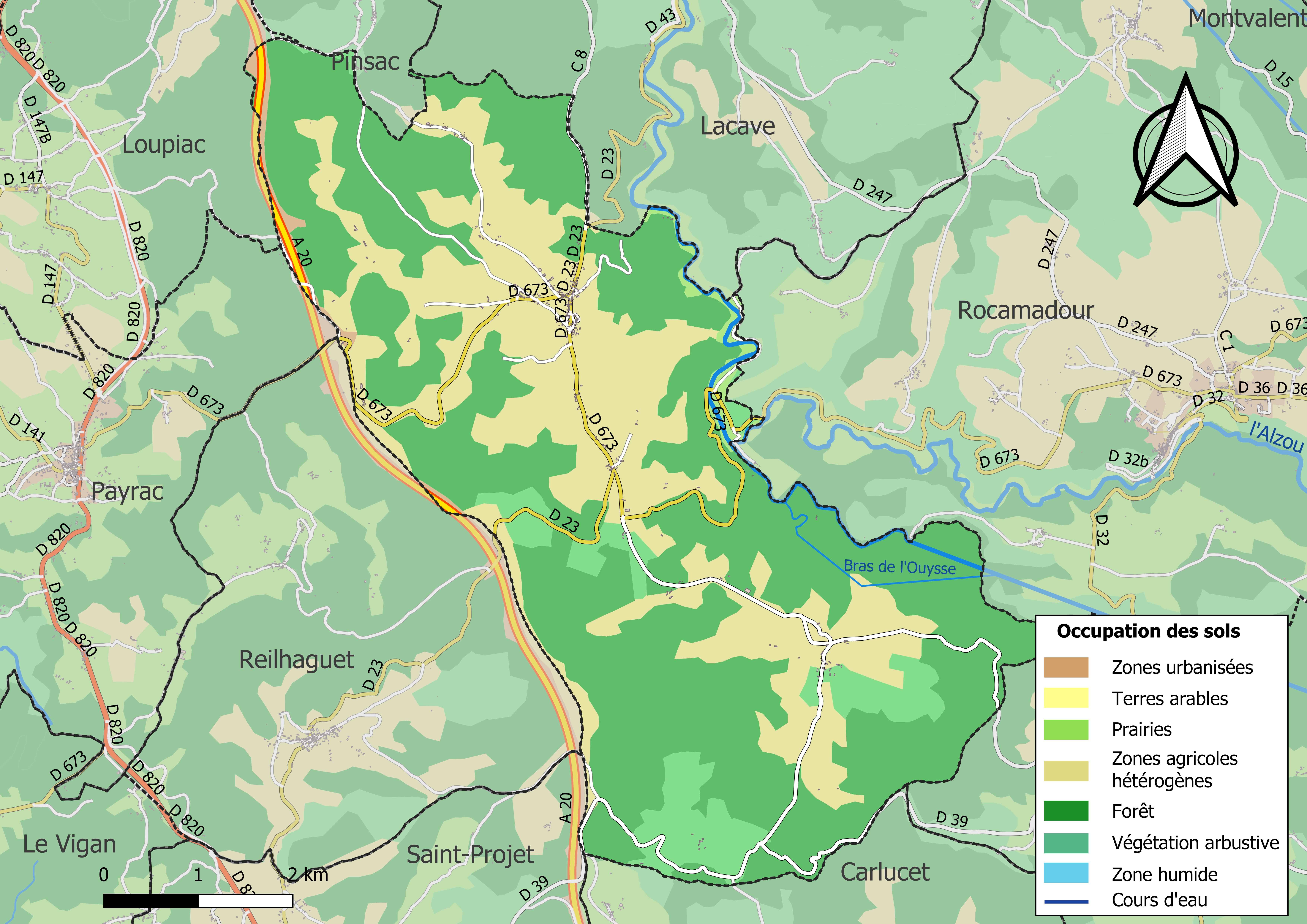
Carte des infrastructures et de l'occupation des sols de la commune en 2018 (CLC).

### Risques majeurs
Le territoire de la commune de Calès est vulnérable à différents aléas naturels : météorologiques (tempête, orage, neige, grand froid, canicule ou sécheresse), inondations, feux de forêts, mouvements de terrains et séisme (sismicité très faible). Il est également exposé à deux risques technologiques, le transport de matières dangereuses et la rupture d'un barrage. Un site publié par le BRGM permet d'évaluer simplement et rapidement les risques d'un bien localisé soit par son adresse soit par le numéro de sa parcelle.

#### Risques naturels
Certaines parties du territoire communal sont susceptibles d’être affectées par le risque d’inondation par débordement de cours d'eau, notamment l'Ouysse et l'Alzou. La cartographie des zones inondables en ex-Midi-Pyrénées réalisée dans le cadre du XIe Contrat de plan État-région, visant à informer les citoyens et les décideurs sur le risque d’inondation, est accessible sur le site de la DREAL Occitanie. La commune a été reconnue en état de catastrophe naturelle au titre des dommages causés par les inondations et coulées de boue survenues en 1982, 1989 et 1999,.
Calès est exposée au risque de feu de forêt. Un plan départemental de protection des forêts contre les incendies a été approuvé par arrêté préfectoral le 30 novembre 2015 pour la période 2015-2025. Les propriétaires doivent ainsi couper les broussailles, les arbustes et les branches basses sur une profondeur de 50 mètres, aux abords des constructions, chantiers, travaux et installations de toute nature, situées à moins de 200 mètres de terrains en nature
de bois, forêts, plantations, reboisements, landes ou friches. Le brûlage des déchets issus de l’entretien des parcs et jardins des ménages et des collectivités est interdit. L’écobuage est également interdit, ainsi que les feux de type méchouis et barbecues, à l’exception de ceux prévus dans des installations fixes (non situées sous couvert d'arbres) constituant une dépendance d'habitation.

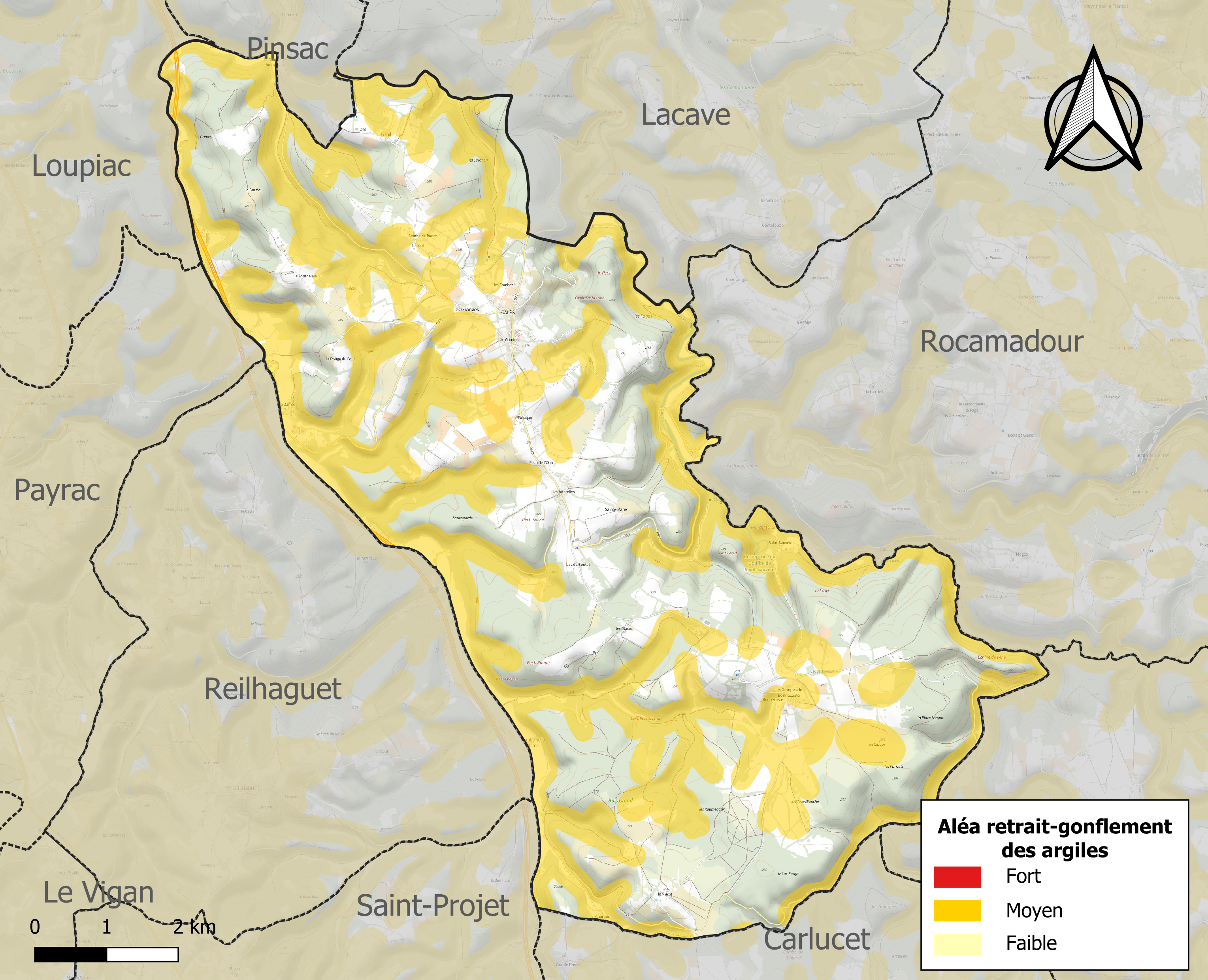
Carte des zones d'aléa retrait-gonflement des sols argileux de Calès.

Les mouvements de terrains susceptibles de se produire sur la commune sont des affaissements et effondrements liés aux cavités souterraines (hors mines) et des éboulements, chutes de pierres et de blocs. Par ailleurs, afin de mieux appréhender le risque d’affaissement de terrain, l'inventaire national des cavités souterraines permet de localiser celles situées sur la commune.
Le retrait-gonflement des sols argileux est susceptible d'engendrer des dommages importants aux bâtiments en cas d’alternance de périodes de sécheresse et de pluie. 45,6 % de la superficie communale est en aléa moyen ou fort (67,7 % au niveau départemental et 48,5 % au niveau national). Sur les 172 bâtiments dénombrés sur la commune en 2019, 39 sont en aléa moyen ou fort, soit 23 %, à comparer aux 72 % au niveau départemental et 54 % au niveau national. Une cartographie de l'exposition du territoire national au retrait gonflement des sols argileux est disponible sur le site du BRGM,.
Par ailleurs, afin de mieux appréhender le risque d’affaissement de terrain, l'inventaire national des cavités souterraines permet de localiser celles situées sur la commune.
Concernant les mouvements de terrains, la commune a été reconnue en état de catastrophe naturelle au titre des dommages causés par des mouvements de terrain en 1999.

#### Risques technologiques
Le risque de transport de matières dangereuses sur la commune est lié à sa traversée par une route à fort trafic. Un accident se produisant sur une telle infrastructure est susceptible d’avoir des effets graves sur les biens, les personnes ou l'environnement, selon la nature du matériau transporté. Des dispositions d’urbanisme peuvent être préconisées en conséquence.
La commune est en outre située en aval du barrage de Bort-les-Orgues, un ouvrage de classe A disposant d'une retenue de 477 millions de mètres cubes. À ce titre elle est susceptible d’être touchée par l’onde de submersion consécutive à la rupture de cet ouvrage

## Toponymie
Le nom Calès peut provenir, :
- soit de la racine indo-européenne kal qui signifie pierre à laquelle fut ajoutée le suffixe -ensis ;
- soit d'un nom de domaine gallo-romain : Calicius avec le suffixe -anum.

## Histoire
C’est en 930 qu’apparaît le nom de Calès. La paroisse fut alors donnée à l’abbaye Saint-Martin de Tulle.
Le village a connu beaucoup de vicissitudes. Il subit pillages et exactions de la part des Anglais au milieu du XIVe siècle. Les guerres de Religion ne l’épargnent pas et ce sont ensuite les troupes de brigands et la peste qui sévissent.
Au cours du XIXe siècle le village se repeuple et la population tire ses ressources de la vigne jusqu’à sa disparition en raison du phylloxera.

## Vie locale
L’économie repose :
- sur l’agriculture : élevage de brebis caussenardes ;
- sur le tourisme : un hôtel-restaurant, gîtes et chambres d’hôtes.

## Politique et administration
| Période                                  | Période  | Identité                   | Étiquette | Qualité |
| ---------------------------------------- | -------- | -------------------------- | --------- | ------- |
| 1802                                     | 1813     | Antoine Lacroix            |           |         |
| 1813                                     | 1839     | Amans Pierre Lacroix       |           |         |
| 1839                                     | 1844     | Hugues Darnis              |           |         |
| 1844                                     | 1846     | Jean Sanadre               |           |         |
| 1846                                     | 1858     | Henri Maynard De Lavalette |           |         |
| 1858                                     | 1862     | Guillaume Vidal            |           |         |
| 1862                                     | 1868     | Jacques Lacroix            |           |         |
| 1869                                     | 1878     | Guillaume Lacroix          |           |         |
| 1878                                     | 1881     | Auguste Hebrard            |           |         |
| 1881                                     | 1884     | G. Darnis                  |           |         |
| 1885                                     | 1888     | Antoine Serre              |           |         |
| 1888                                     | 1893     | Jean Hebrard               |           |         |
| 1893                                     | 1895     | Antoine Lamothe            |           |         |
| 1895                                     | 1925     | Marcelin Lacroix           |           |         |
| 1925                                     | 1930     | Léon Maury                 |           |         |
| 1930                                     | 1935     | Armand Hébrard             |           |         |
| 1935                                     | 1944     | Louis Alquié               |           |         |
| 1944                                     | 1945     | Paul Cabarroc              |           |         |
| 1945                                     | 1946     | Adrien Fabre               |           |         |
| 1946                                     | 1959     | Henri Pagès                |           |         |
| 1959                                     | 1961     | Albert Floirac             |           |         |
| 1961                                     | 1988     | Georges Floirac            |           |         |
| 1988                                     | 1995     | Jean Lormeau               |           |         |
| 1995                                     | 2001     | Georges Floirac            |           |         |
| 2001                                     | 2014     | Jacqueline Vergnes         |           |         |
| 2014                                     | 2020     | Marie Noëlle Tsolakos      |           |         |
| 2020                                     | En cours | Jean-François Poncelet     |           |         |
| Les données manquantes sont à compléter. |          |                            |           |         |

## Démographie
L'évolution du nombre d'habitants est connue à travers les recensements de la population effectués dans la commune depuis 1793. Pour les communes de moins de 10 000 habitants, une enquête de recensement portant sur toute la population est réalisée tous les cinq ans, les populations de référence des années intermédiaires étant quant à elles estimées par interpolation ou extrapolation. Pour la commune, le premier recensement exhaustif entrant dans le cadre du nouveau dispositif a été réalisé en 2004.

En 2022, la commune comptait 165 habitants, en évolution de −1,79 % par rapport à 2016 (Lot : +1,31 %, France hors Mayotte : +2,11 %).
| 1793 | 1800 | 1806 | 1821 | 1831 | 1836 | 1841 | 1846 | 1851 |
| ---- | ---- | ---- | ---- | ---- | ---- | ---- | ---- | ---- |
| 554  | 601  | 941  | 674  | 654  | 661  | 669  | 704  | 705  |

| 1856 | 1861 | 1866 | 1872 | 1876 | 1881 | 1886 | 1891 | 1896 |
| ---- | ---- | ---- | ---- | ---- | ---- | ---- | ---- | ---- |
| 696  | 723  | 683  | 620  | 623  | 614  | 576  | 588  | 504  |

| 1901 | 1906 | 1911 | 1921 | 1926 | 1931 | 1936 | 1946 | 1954 |
| ---- | ---- | ---- | ---- | ---- | ---- | ---- | ---- | ---- |
| 505  | 471  | 422  | 305  | 256  | 232  | 230  | 184  | 162  |

| 1962 | 1968 | 1975 | 1982 | 1990 | 1999 | 2004 | 2006 | 2009 |
| ---- | ---- | ---- | ---- | ---- | ---- | ---- | ---- | ---- |
| 155  | 139  | 131  | 130  | 141  | 149  | 127  | 125  | 164  |

| 2014 | 2019 | 2022 | - | - | - | - | - | - |
| ---- | ---- | ---- | - | - | - | - | - | - |
| 157  | 169  | 165  | - | - | - | - | - | - |

Au début du XXe siècle, Calès comptait 504 habitants.

## Économie

### Revenus
En 2018, la commune compte 72 ménages fiscaux, regroupant 142 personnes. La médiane du revenu disponible par unité de consommation est de 25 260 € (20 740 € dans le département).

### Emploi
|                | 2008  | 2013   | 2018   |
| -------------- | ----- | ------ | ------ |
| Commune        | 3,2 % | 14,4 % | 13,3 % |
| Département    | 7,3 % | 8,9 %  | 9,6 %  |
| France entière | 8,3 % | 10 %   | 10 %   |

En 2018, la population âgée de 15 à 64 ans s'élève à 83 personnes, parmi lesquelles on compte 71,1 % d'actifs (57,8 % ayant un emploi et 13,3 % de chômeurs) et 28,9 % d'inactifs,. En  2018, le taux de chômage communal (au sens du recensement) des 15-64 ans est supérieur à celui du département et de la France, alors qu'en 2008 la situation était inverse.
La commune est hors attraction des villes,. Elle compte 29 emplois en 2018, contre 29 en 2013 et 28 en 2008. Le nombre d'actifs ayant un emploi résidant dans la commune est de 52, soit un indicateur de concentration d'emploi de 56,1 % et un taux d'activité parmi les 15 ans ou plus de 42,6 %.
Sur ces 52 actifs de 15 ans ou plus ayant un emploi, 20 travaillent dans la commune, soit 39 % des habitants. Pour se rendre au travail, 80,8 % des habitants utilisent un véhicule personnel ou de fonction à quatre roues, 1,9 % les transports en commun, 11,5 % s'y rendent en deux-roues, à vélo ou à pied et 5,8 % n'ont pas besoin de transport (travail au domicile).

### Activités hors agriculture
17 établissements sont implantés  à Calès au 31 décembre 2019.
Le secteur du commerce de gros et de détail, des transports, de l'hébergement et de la restauration est prépondérant sur la commune puisqu'il représente 29,4 % du nombre total d'établissements de la commune (5 sur les 17 entreprises implantées  à Calès), contre 29,9 % au niveau départemental.

### Agriculture
La commune est dans les Causses », une petite région agricole occupant une grande partie centrale du département du Lot. En 2020, l'orientation technico-économique de l'agriculture  sur la commune est la polyculture et/ou le polyélevage.
|               | 1988  | 2000 | 2010  | 2020  |
| ------------- | ----- | ---- | ----- | ----- |
| Exploitations | 18    | 12   | 11    | 11    |
| SAU (ha)      | 1 000 | 965  | 1 153 | 1 188 |

Le nombre d'exploitations agricoles en activité et ayant leur siège dans la commune est passé de 18 lors du recensement agricole de 1988  à 12 en 2000 puis à 11 en 2010 et enfin à 11 en 2020, soit une baisse de 39 % en 32 ans. Le même mouvement est observé à l'échelle du département qui a perdu pendant cette période 60 % de ses exploitations,. La surface agricole utilisée sur la commune est restée relativement stable, passant de 1000 ha en 1988 à 1188 ha en 2020. Parallèlement la surface agricole utilisée moyenne par exploitation a augmenté, passant de 56 à 108 ha.

## Culture locale et patrimoine

### Lieux et monuments
- Moulin fortifié de Cougnaguet est inscrit au titre des monuments historiques en 1925[53].
- Résurgences de l'Ouysse de Cabouy et Saint-Sauveur.
- Église Saint-Jacques de Calès. L'édifice est référencé dans la base Mérimée et à l'Inventaire général Région Occitanie[54].

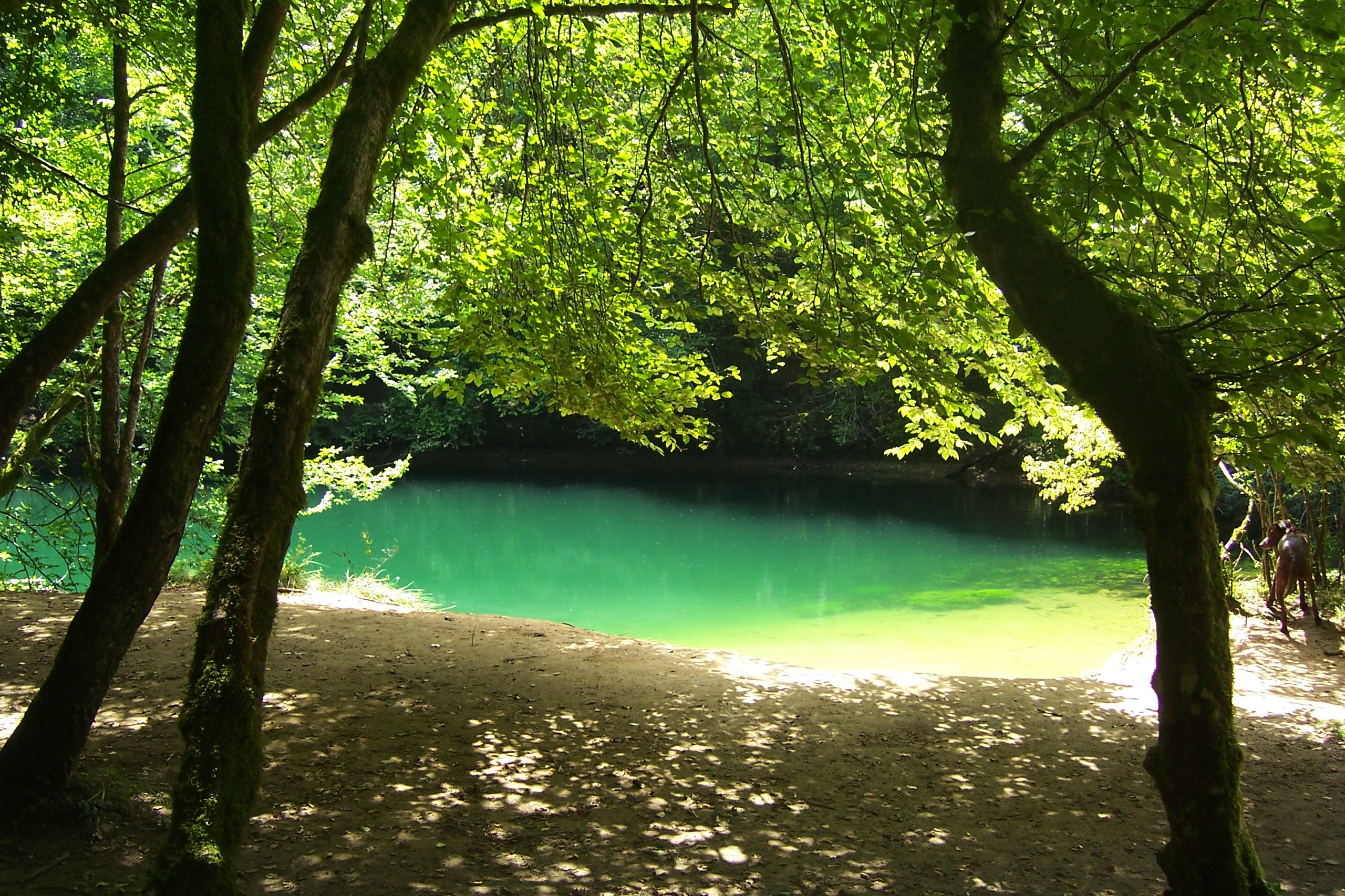
La résurgence de Saint-Sauveur, commune de Calès.
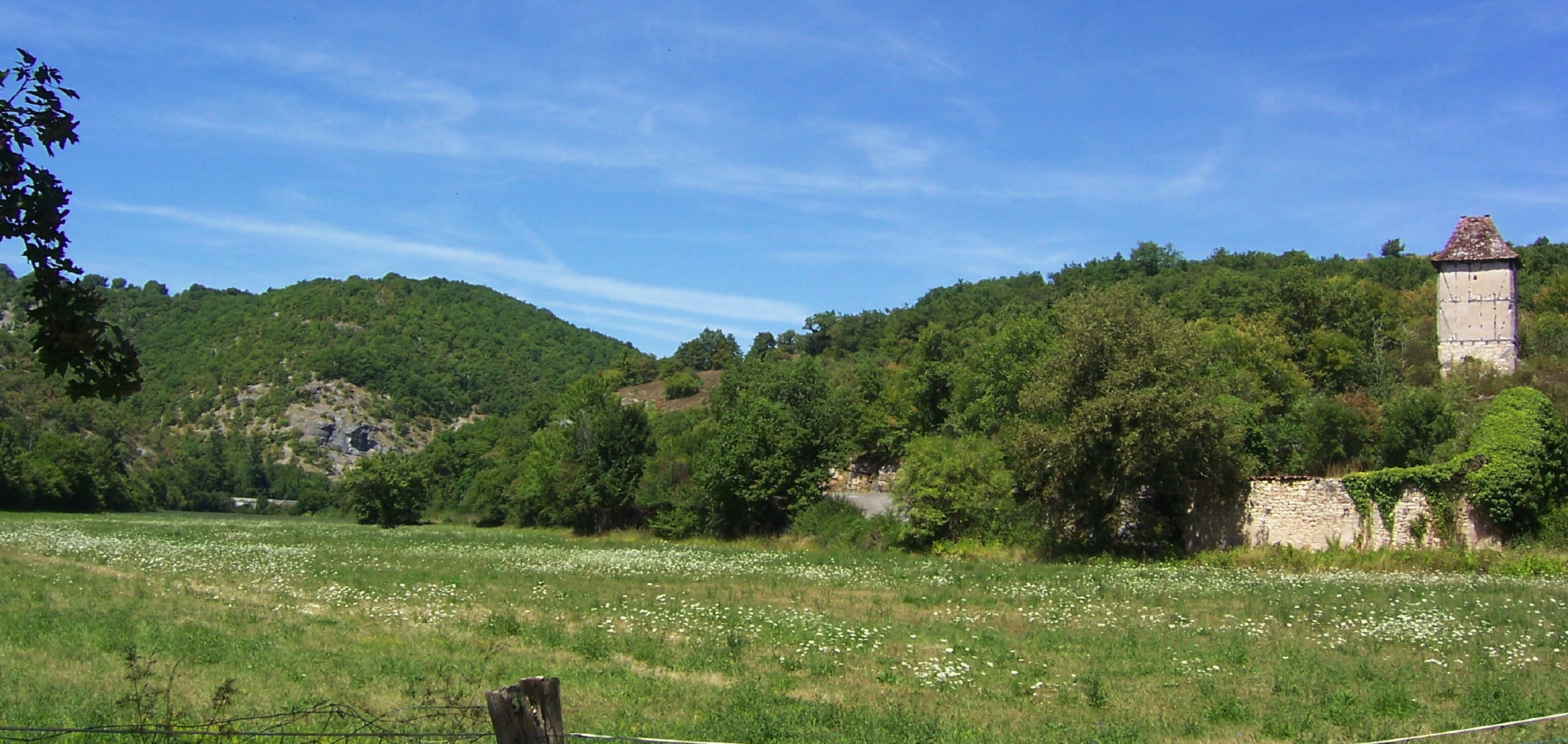
Vallée d'Ouysse après Alzou.
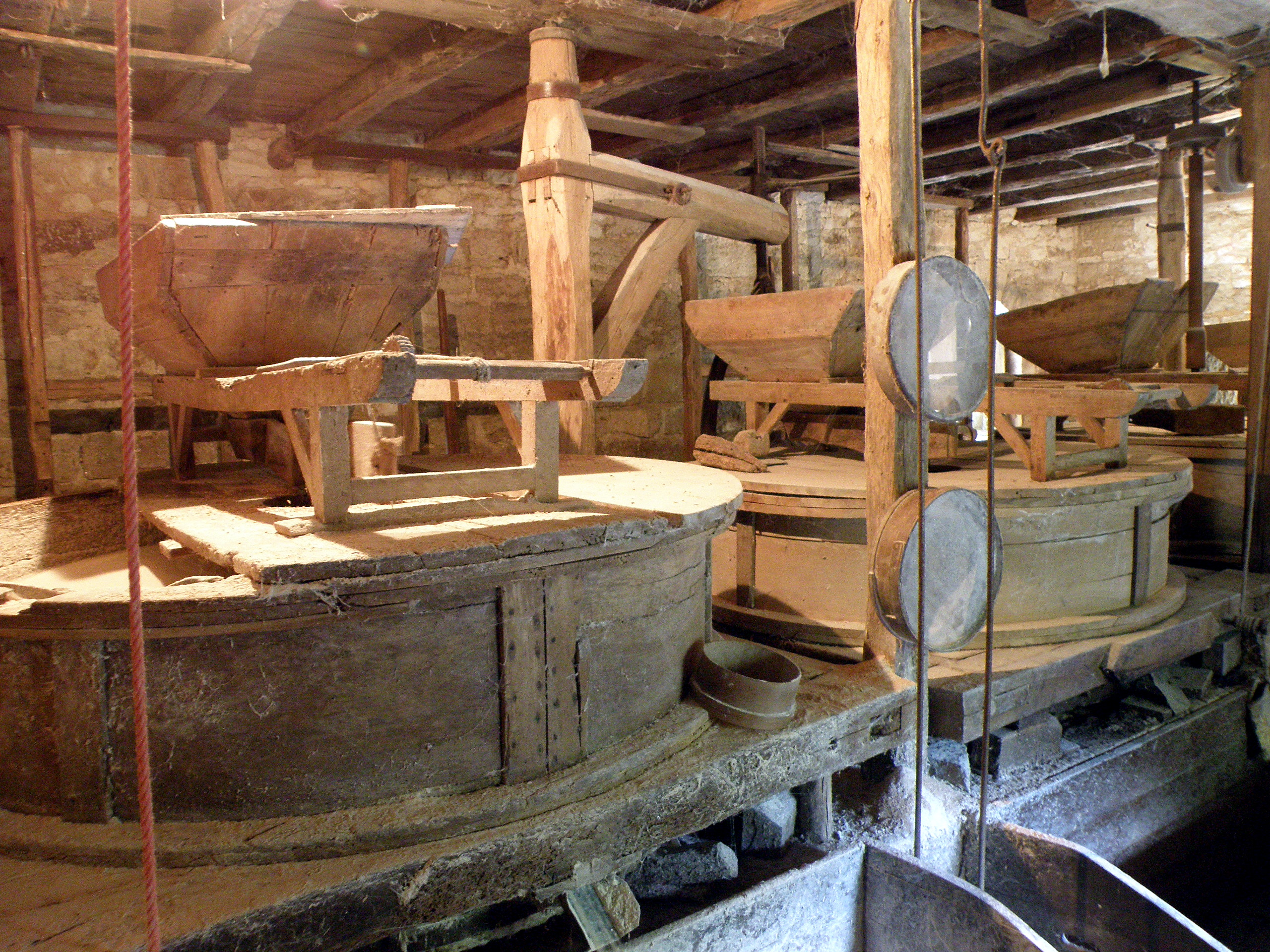
Salle des meules du moulin de Cougnaguet.
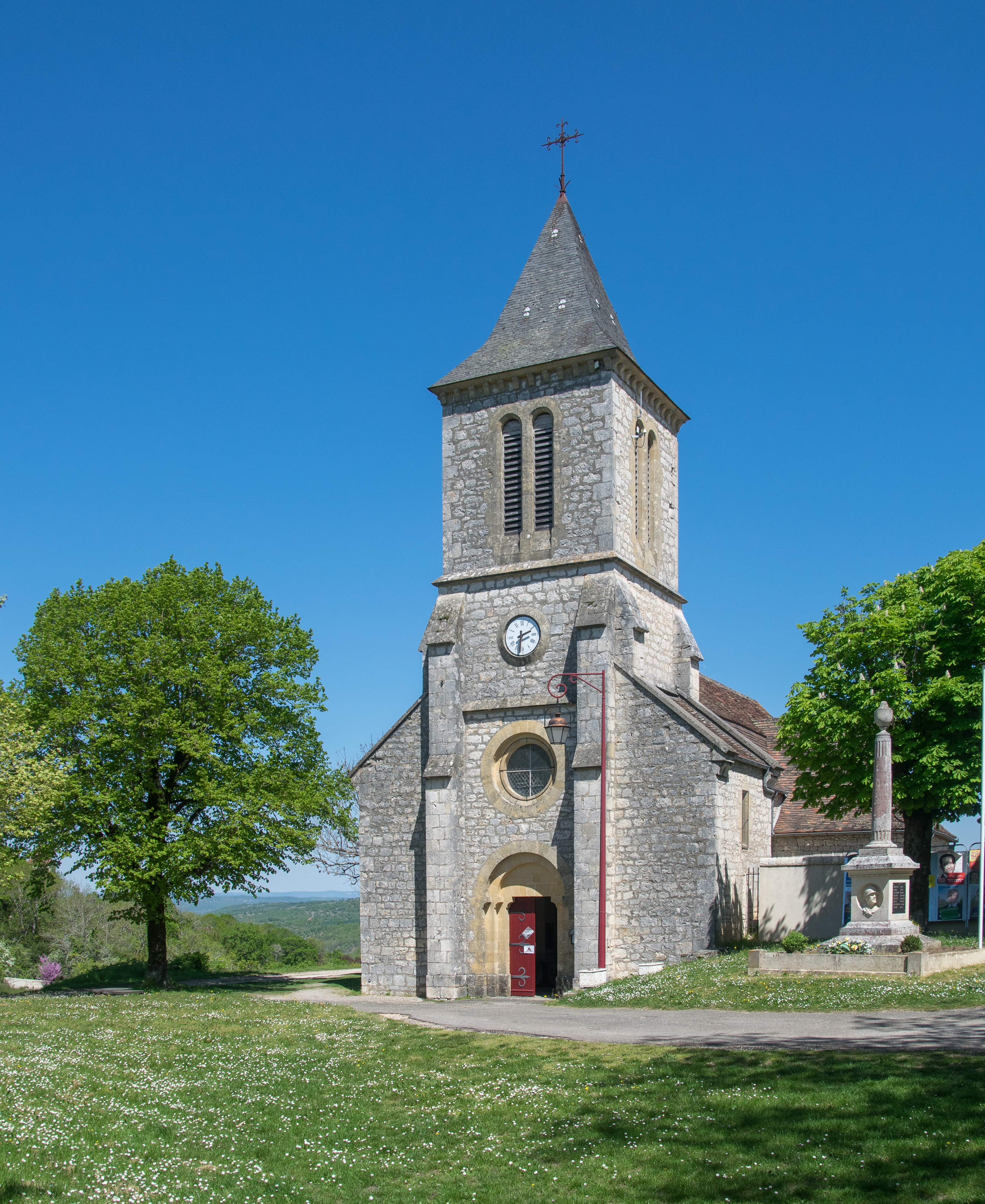
Église Saint-Jacques de Calès

### Personnalités liées à la commune
- Alain Chastagnol (né le 15 février 1945, mort le 15 janvier 2010), journaliste et homme politique français, député maire de Souillac.

#### Site de l'Insee
1. ↑  « La grille communale de densité », sur le site de l'Insee, 28 mai 2024 (consulté le 28 juin 2024).
2. ↑  Insee, « Métadonnées de la commune de Calès ».
3. ↑  « Base des aires d'attraction des villes 2020. », sur le site de l'Insee, 21 octobre 2020 (consulté le 28 juin 2024).
4. ↑  Marie-Pierre de Bellefon, Pascal Eusebio, Jocelyn Forest, Olivier Pégaz-Blanc et Raymond Warnod (Insee), « En France, neuf personnes sur dix vivent dans l’aire d’attraction d’une ville », sur le site de l'Insee, 21 octobre 2020 (consulté le 28 juin 2024).
5. ↑  « REV T1 - Ménages fiscaux de l'année 2018 à Calès » (consulté le 5 février 2022).
6. ↑  « REV T1 - Ménages fiscaux de l'année 2018 dans le Lot » (consulté le 5 février 2022).
7. 1 2  « Emp T1 - Population de 15 à 64 ans par type d'activité en 2018 à Calès » (consulté le 5 février 2022).
8. ↑  « Emp T1 - Population de 15 à 64 ans par type d'activité en 2018 dans le Lot » (consulté le 5 février 2022).
9. ↑  « Emp T1 - Population de 15 à 64 ans par type d'activité en 2018 dans la France entière » (consulté le 5 février 2022).
10. ↑  « Base des aires d'attraction des villes 2020 », sur site de l'Insee (consulté le 10 avril 2021).
11. ↑  « Emp T5 - Emploi et activité en 2018 à Calès » (consulté le 5 février 2022).
12. ↑  « ACT T4 - Lieu de travail des actifs de 15 ans ou plus ayant un emploi qui résident dans la commune en 2018 » (consulté le 5 février 2022).
13. ↑  « ACT G2 - Part des moyens de transport utilisés pour se rendre au travail en 2018 » (consulté le 5 février 2022).
14. ↑  « DEN T5 - Nombre d'établissements par secteur d'activité au 31 décembre 2019 à Calès » (consulté le 14 février 2022).
15. ↑  « DEN T5 - Nombre d'établissements par secteur d'activité au 31 décembre 2019 dans le Lot » (consulté le 14 février 2022).

#### Autres sources
1. ↑  Carte IGN sous Géoportail.
2. 1 2  Daniel Joly, Thierry Brossard, Hervé Cardot, Jean Cavailhes, Mohamed Hilal et Pierre Wavresky, « Les types de climats en France, une construction spatiale », Cybergéo, revue européenne de géographie - European Journal of Geography, no 501,‎ 18 juin 2010 (DOI 10.4000/cybergeo.23155, lire en ligne, consulté le 14 novembre 2023)
3. ↑  « Zonages climatiques en France métropolitaine. », sur pluiesextremes.meteo.fr (consulté le 14 novembre 2023).
4. ↑  « Orthodromie entre Calès et Gourdon », sur fr.distance.to (consulté le 14 novembre 2023).
5. ↑  « Station Météo-France « Gourdon » (commune de Gourdon) - fiche climatologique - période 1991-2020 », sur donneespubliques.meteofrance.fr (consulté le 14 novembre 2023).
6. ↑  « Station Météo-France « Gourdon » (commune de Gourdon) - fiche de métadonnées. », sur donneespubliques.meteofrance.fr (consulté le 14 novembre 2023).
7. ↑  « Climadiag Commune : diagnostiquez les enjeux climatiques de votre collectivité. », sur meteofrance.fr, novembre 2022 (consulté le 14 novembre 2023).
8. ↑  « Les espaces protégés. », sur le site de l'INPN (consulté le 10 mai 2022).
9. ↑  « Liste des espaces protégés sur la commune », sur le site de l'inventaire national du patrimoine naturel (consulté le 2 septembre 2021).
10. ↑  « Le parc naturel régional des Causses du Quercy – charte 2012-2024 »(Archive.org • Wikiwix • Archive.is • Google • Que faire ?), sur parc-causses-du-quercy.fr (consulté le 8 mai 2021).
11. ↑  [PDF]« Le parc naturel régional des Causses du Quercy – charte 2012-2024 - le rapport »(Archive.org • Wikiwix • Archive.is • Google • Que faire ?), sur parc-causses-du-quercy.fr (consulté le 8 mai 2021).
12. ↑  « - fiche descriptive », sur le site de l'inventaire national du patrimoine naturel (consulté le 1er septembre 2021).
13. ↑  « le géoparc des Causses du Quercy »(Archive.org • Wikiwix • Archive.is • Google • Que faire ?), sur le site des Géoparks de l'Unesco (consulté le 26 août 2021).
14. ↑  « Géoparc des Causses du Quercy - fiche descriptive », sur le site de l'inventaire national du patrimoine naturel (consulté le 1er septembre 2021).
15. ↑  « Réserve de biosphère du bassin de la Dordogne », sur mab-france.org (consulté le 2 septembre 2021).
16. ↑  « Bassin de la Dordogne - zone de transition - fiche descriptive », sur le site de l'inventaire national du patrimoine naturel (consulté le 1er septembre 2021).
17. ↑  « les « falaises lotoises (rapaces) » - fiche descriptive », sur le site de l'inventaire national du patrimoine naturel (consulté le 2 septembre 2021).
18. ↑  Réseau européen Natura 2000, Ministère de la transition écologique et solidaire
19. ↑  « Liste des zones Natura 2000 de la commune de Calès », sur le site de l'Inventaire national du patrimoine naturel (consulté le 2 septembre 2021).
20. ↑  « site Natura 2000 FR7300902 - fiche descriptive », sur le site de l'inventaire national du patrimoine naturel (consulté le 2 septembre 2021).
21. 1 2  « Liste des ZNIEFF de la commune de Calès », sur le site de l'Inventaire national du patrimoine naturel (consulté le 2 septembre 2021).
22. ↑  « ZNIEFF les « bois des Dames et des pechs de Mouret et de Guidon » - fiche descriptive », sur le site de l'inventaire national du patrimoine naturel (consulté le 2 septembre 2021).
23. ↑  « ZNIEFF les « combes de la Damette et de Gouny et combels tributaires » - fiche descriptive », sur le site de l'inventaire national du patrimoine naturel (consulté le 2 septembre 2021).
24. ↑  « ZNIEFF le « pech Roudé et bois Grand » - fiche descriptive », sur le site de l'inventaire national du patrimoine naturel (consulté le 2 septembre 2021).
25. ↑  « ZNIEFF les « vallées de l'Ouysse et de l'Alzou » - fiche descriptive », sur le site de l'inventaire national du patrimoine naturel (consulté le 2 septembre 2021).
26. ↑  « ZNIEFF les « vieux chênes de Cantegrel » - fiche descriptive », sur le site de l'inventaire national du patrimoine naturel (consulté le 2 septembre 2021).
27. ↑  « ZNIEFF la « vallée de la Dordogne quercynoise » - fiche descriptive », sur le site de l'inventaire national du patrimoine naturel (consulté le 1er septembre 2021).
28. ↑  « CORINE Land Cover (CLC) - Répartition des superficies en 15 postes d'occupation des sols (métropole). », sur le site des données et études statistiques du ministère de la Transition écologique. (consulté le 14 avril 2021).
29. 1 2 3  « Les risques près de chez moi - commune de Calès », sur Géorisques (consulté le 17 octobre 2022).
30. ↑  BRGM, « Évaluez simplement et rapidement les risques de votre bien », sur Géorisques (consulté le 13 septembre 2022).
31. ↑  DREAL Occitanie, « CIZI », sur occitanie.developpement-durable.gouv.fr (consulté le 13 septembre 2022).
32. ↑  « Dossier départemental des risques majeurs dans le Lot »(Archive.org • Wikiwix • Archive.is • Google • Que faire ?), sur lot.gouv.fr (consulté le 13 septembre 2022), partie 1 -  chapitre Risque inondation.
33. ↑  « Dossier départemental des risques majeurs dans le Lot »(Archive.org • Wikiwix • Archive.is • Google • Que faire ?), sur lot.gouv.fr (consulté le 13 septembre 2022).
34. ↑  « Dossier départemental des risques majeurs dans le Lot »(Archive.org • Wikiwix • Archive.is • Google • Que faire ?), sur lot.gouv.fr (consulté le 13 septembre 2022), chapitre Mouvements de terrain.
35. 1 2  « Liste des cavités souterraines localisées sur la commune de Calès », sur georisques.gouv.fr (consulté le 13 septembre 2022).
36. ↑  « Retrait-gonflement des argiles », sur le site de l'observatoire national des risques naturels (consulté le 13 septembre 2022).
37. ↑  « Dossier départemental des risques majeurs dans le Lot »(Archive.org • Wikiwix • Archive.is • Google • Que faire ?), sur lot.gouv.fr (consulté le 13 septembre 2022), chapitre Risque transport de matières dangereuses.
38. ↑  Article R214-112 du code de l’environnement
39. ↑  « barrage de Bort-les-Orgues », sur barrages-cfbr.eu (consulté le 13 septembre 2022).
40. ↑  « Dossier départemental des risques majeurs dans le Lot »(Archive.org • Wikiwix • Archive.is • Google • Que faire ?), sur lot.gouv.fr (consulté le 13 septembre 2022), chapitre Risque rupture de barrage.
41. ↑  Gaston Bazalgues et Jacqueline Bazalgues, À la découverte des noms de lieux du Quercy et des communes du Lot : Toponymie lotoise, Aubenas, Gourdon : Éditions de la Bouriane et du Quercy, juin 2002, 133 p. (ISBN 2-910540-16-2, BNF 40220401), p. 108.
42. ↑  Gaston Bazalgues, « Les noms des communes du Parc », Les cahiers scientifiques du Parc naturel régional des Causses du Quercy, vol. 1,‎ 2014, p. 115 (lire en ligne).
43. ↑  « Les maires de Calès », sur Site francegenweb, 19 février 2011 (consulté le 12 octobre 2016).
44. ↑  L'organisation du recensement, sur insee.fr.
45. ↑  Calendrier départemental des recensements, sur insee.fr.
46. ↑  Des villages de Cassini aux communes d'aujourd'hui sur le site de l'École des hautes études en sciences sociales.
47. ↑  Fiches Insee - Populations de référence de la commune pour les années 2006, 2007, 2008, 2009, 2010, 2011, 2012, 2013, 2014, 2015, 2016, 2017, 2018, 2019, 2020, 2021 et 2022.
48. ↑  Armand Viré, Le Lot, chapitre « Centres d'excursion », p. 232. Réédition de l'ouvrage de 1907  (ISBN 2-7455-0049-X).
49. ↑  « Les régions agricoles (RA), petites régions agricoles(PRA) - Année de référence : 2017 », sur agreste.agriculture.gouv.fr (consulté le 14 février 2022).
50. ↑  Présentation des premiers résultats du recensement agricole 2020, Ministère de l’agriculture et de l’alimentation, 10 décembre 2021
51. 1 2  « Fiche de recensement agricole - Exploitations ayant leur siège dans la commune de Calès - Données générales », sur recensement-agricole.agriculture.gouv.fr (consulté le 14 février 2022).
52. ↑  « Fiche de recensement agricole - Exploitations ayant leur siège dans le département du Lot » (consulté le 14 février 2022).
53. ↑  « Moulin de Cougnaguet », notice no PA00095035, sur la plateforme ouverte du patrimoine, base Mérimée, ministère français de la Culture.
54. ↑  « Église paroissiale Saint-Jacques », sur pop.culture.gouv.fr (consulté le 23 mai 2021).